# 王元 (台湾鎮総兵)
王 元（おう げん）は、清朝の武官官員。本籍は福建。1707年に台湾への赴任を命じられ、王傑の後任として台湾鎮総兵として着任。清朝統治時代の台湾においてこの官職は、台湾地区を管理する台湾道の最高指揮官であった。在任中に死亡。
| 軍職      | 軍職                  | 軍職        |
| --------- | --------------------- | ----------- |
| 先代 王傑 | 台湾鎮総兵 1707年着任 | 次代 崔相國 |